# Objektivní idealismus
Objektivní idealismus je jeden ze základních druhů idealismu stojící v protikladu k subjektivnímu idealismu. Když objektivní idealisté uznávají existence materiálního světa mimo vědomí člověka, vycházejí z toho, že základem světa je rozum, že materiální bytí je jen projevem jakési absolutní ideje, objektivního ducha. Tomuto idealismu se říká objektivní proto, že uznává existenci jakéhosi „objektivního“ duchovního principu, odlišného od lidského vědomí na něm nezávislého.
Indický filozof objektivní idealista Rámánudža například tvrdil, že svět je stvořen bráhmanem, i když existuje reálně a je materiální. Jiný objektivní idealista Ádi Šankara uznával absolutní realitu jediného světového ducha (bráhmana), jehož projevem je viditelný svět. Objektivní idealisté považují všechny předměty a jevy okolního světa za formy existence "objektivní" ideje, která znamená v podstatě jen filozofické označení pro to, co se v náboženských učeních nazývá Bohem. Objektivní idealismus jako důsledně propracovaný filozofický systém založil Platón, jeho nejvýznamnějším projevem bylo ve středověku učení Tomáše Akvinského, v novověku především filozofie Leibnizova a Hegelova.
Na rozdíl od objektivního idealismu učí materialismus, že každou ideu vytváří člověk, jeho vědomí, a žádné objektivní vědomí, tj. existující samostatně, objektivně, nezávisle na lidech, neexistuje a ani nemůže existovat.